# Fabrizio Ravanelli
Fabrizio Ravanelli (Perugia, 11 de dezembro de 1968) é um ex-futebolista e treinador de futebol italiano. Atualmente, está sem clube depois de ter comandado o Arsenal Kiev em 2018.

## Carreira
Revelado pelo Perugia em 1986, foi um dos maiores goleadores do futebol italiano no final dos anos 1990. Destacou-se principalmente na Juventus, onde conquistou um campeonato italiano e uma Liga dos Campeões da UEFA. Individualmente, também teve boa passagem no inglês Middlesbrough. Fez também muito sucesso no Olympique de Marseille, onde formou dupla de ataque mortal com o irlandês Tony Cascarino. Era conhecido como Penna Bianca, em alusão aos cabelos grisalhos, que adquiriu precocemente.
Além dos clubes já citados, Ravanelli defendeu também Avellino, Casertana, Reggiana, Lazio, Derby County e Dundee. Encerrou a carreira em 2005, de volta ao Perugia, evitando o rebaixamento do clube à terceira divisão italiana.

## Seleção Italiana
Esquecido para a Copa de 1994 apesar de sua boa fase na Juventus, Ravanelli foi convocado para a Seleção Italiana pela primeira vez em 1995, numa partida válida pelas eliminatórias da Eurocopa de 1996, contra a Estônia. Jogou a competição europeia de seleções disputada na Inglaterra, atuando em 2 jogos.
Era presença certa na Copa de 1998, onde faria a dupla de ataque titular com o antigo colega de Juventus Alessandro del Piero, mas foi cortado na véspera da estreia contra o Chile, devido a uma broncopneumonia. Para seu lugar, foi convocado Enrico Chiesa. Não jogaria mais pela Azzurra, pela qual já marcara 8 gols em 22 partidas.

## Carreira de treinador
Entre 2011 e 2013, Ravanelli treinou as categorias de base da Juventus, e em 2013 teve sua primeira experiência como técnico profissional no Ajaccio, que o contratou em julho. Após 4 meses no cargo, seria dispensado após 5 derrotas consecutivas, o que, segundo o presidente do clube da Córsega, Alain Orsoni, "não foi fácil".
Permaneceu longe do futebol por quase 5 anos, voltando a trabalhar em junho de 2018, assinando com o Arsenal Kiev. Após 3 meses no cargo (foram 9 jogos), Ravanelli deixou o clube ucraniano em decorrência de resultados pouco expressivos.

## Títulos
Juventus
- Serie A: 1994–95
- Copa da Itália: 1994–95
- Supercopa da Itália: 1995
- Liga dos Campeões da UEFA: 1995–96
- Copa da UEFA: 1992–93

Lazio
- Serie A: 1999–00
- Copa da Itália: 1999–00
- Supercopa da Itália: 2000